# Charles Chenevier
Charles Chenevier, né le 2 novembre 1901 à Montélimar et mort le 25 août 1983 à Saint-Cloud, est un policier ainsi qu'un résistant français. Il a terminé sa carrière en 1960 au poste de sous-directeur des affaires criminelles à la Sûreté nationale.
Il est connu pour avoir dirigé plusieurs enquêtes policières retentissantes, dont celles relatives à la recherche et l'arrestation des malfaiteurs Émile Buisson et Abel Danos. Il est l'auteur de plusieurs livres de souvenirs, dont L'Affaire Dominici et La Grande maison.

## Biographie

### Débuts dans la police
Fils d'un sous-officier mort en 1917 des suites de blessures infligées à Verdun, Charles Chenevier entre dans la vie active à 17 ans comme courtier en publicité. En 1922 il devient journaliste à la Revue de France, puis au Quotidien. En 1925 il postule au corps d'inspecteurs affectés à la surveillance du réseau ferroviaire. En 1928 il est affecté à la Brigade mobile de la police judiciaire couvrant les départements limitrophes de Paris. En 1936 il réussit le concours de commissaire. Il intègre les services de police criminelle dirigés par l'inspecteur général Pierre Mondanel.   

### Affaire Prince
En février 1934, avec son supérieur le commissaire Pierre Belin, il est missionné par le ministre de l'Intérieur Albert Sarraut pour enquêter sur la mort du conseiller Albert Prince, dont le corps a été retrouvé le 20 février sur la voie ferrée Paris-Dijon. Prince, chef de la section financière du Parquet de la Seine, devait témoigner le lendemain auprès du président de la Cour de cassation dans l'affaire Stavisky. Il doit produire les preuves qu'il affirme détenir contre l'ex-procureur Pressard, qui aurait permis à Stavisky d'échapper à la justice. La presse croit à la thèse de l'assassinat. À l'issue de leur enquête, Belin et Chenevier concluent à la thèse du suicide déguisé en meurtre. Ils ont mis en évidence plusieurs incohérence dans le comportement du conseiller.   

### Assassinat du roi de Yougoslavie
En octobre de la même année, il est chargé de l'enquête sur l'assassinat, à Marseille, du roi Alexandre de Yougoslavie et du ministre des Affaires étrangères Louis Barthou. L'assassin, abattu au cours de l'attentat, porte au bras un tatouage formé des lettres ORIM. Chenevier mène des investigations dans les milieux nationalistes serbes et croates de France et identifie une organisation d'activistes croates à laquelle font partie l'assassin et trois de ses complices : l'Oustacha, dirigée par Ante Pavelic. Il se rend en Italie, en Serbie et en Hongrie - où se trouve un camp d'entrainement des Oustachis - pour obtenir l'extradition de Pavelic et de son adjoint Kvaternick, sans succès. Les deux hommes sont condamnés à mort par contumace et trois complices de l'assassin sont condamnés aux travaux forcés à perpétuité.   

### Arrestation de Gu Méla
En mai 1939, Chenevier et ses inspecteurs arrêtent à Lamorlaye, non loin de Senlis, le célèbre malfaiteur Auguste Méla, surnommé Gu le Terrible. Ce dernier est l'auteur de plusieurs vols à main armée qui ont fait plusieurs victimes. En septembre 1938, il a pris part à l'attaque du train de l'or, non loin de Marseille, au cours duquel 180 kg d'or et de bijoux en provenance du Congo belge ont été dérobés.  

### Activités sous l'Occupation
Sous l'occupation, Charles Chenevier anime un réseau de résistance qui coopère avec les services spéciaux du colonel Paul Paillole et avec l'OSS (Office of Strategic Services). Après l'attentat de Montélimar qui a coûté la vie à Marx Dormoy, le 26 juillet 1941, Charles Chenevier est chargé de l'enquête par Henry Chavin, chef des forces de l'ordre de Vichy et Pierre Mondanel, directeur des services de police judiciaire. Épaulé par l'inspecteur Kubler, il parvient à interpeller Yves Moynier et Ludovic Guichard le 19 août 1941, puis l'actrice Anne Mourraille le 26 août et Roger Mouraille, des anciens de la Cagoule, liés au mouvement de Jacques Doriot. Il arrête également Antoine Marchi, qui semble être l'éminence grise de l'assassinat de Dormoy, ancien cagoulard lui-même et membre du Groupe de Protection de Georges Groussard.   
Arrêté par la Gestapo le 11 novembre 1943, sur ordres du Chef du SIPO-SD de Vichy le SS Hugo Geissler, pour ses activités anti-allemandes. Chenevier est placé au secret à Fresnes pendant huit mois et torturé à plusieurs reprises. Il est déporté au camp de Neuengamme le 28 juillet 1944. Il y est libéré le 29 avril 1945 par les troupes canadiennes. 
À son retour en France, il est accusé d'avoir collaboré et est mis à la retraite d'office par l'arrêté ministériel du 2 octobre 1946. On lui reproche d'avoir servi dans la police sous Vichy. Se disant victime d'« une cabale partisane » il est lavé des accusations qui pesaient sur lui et est finalement réintégré dans la police nationale à la suite de l'arrêté du 15 janvier 1948.

### Affaires criminelles des années 1940 et 1950
Il reprend son poste à la Sûreté nationale au grade de commissaire principal. Au sein de la Sûreté nationale, le commissaire Charles Chenevier a organisé et dirigé un groupe appelé Brigade de répression du banditisme. Outre le commissaire Chenevier lui-même, le groupe comprenait le commissaire Gillard, l'inspecteur Leclerc, l'inspecteur Hours et l'inspecteur Borniche.
Chenevier suit les grandes affaires comme la traque d'Émile Buisson en tant que directeur d'enquête, comme l'écrivait Jean-Baptiste Buisson. Mais c'est son adjoint l'inspecteur Roger Borniche qui procède à l'arrestation surprise du malfaiteur alors qu'il déjeune dans un restaurant. Charles Chenevier ne pouvait se montrer, étant connu d'Émile Buisson pour l'avoir déjà interrogé.
Le commissaire Chenevier prend une part active à la traque d'Abel Danos, surnommé le Mammouth. Ce malfaiteur a fait partie de la Gestapo française de la rue Lauriston, puis du Gang des Traction Avant. Il a quitté la France pour l'Italie, où il a participé à plusieurs braquages sanglants. Il est rentré en France en novembre 1948 à l'issue d'une fusillade avec la police à Menton. Chenevier fait pression sur les anciens amis de Danos, qui coupent les ponts avec lui. Aux abois, il est contraint de cambrioler les chambres de bonne et il finit par être arrêté et condamné à mort en 1949 et 1951.
En 1949, Chenevier participe à l'enquête sur les bijoux de la Bégum, qui a été prise en main par Georges Valantin, directeur de la police judiciaire, avec les commissaires Truchi et Mattéi. Il fait arrêter un receleur et récupère le célèbre diamant "la Marquise" qui a fait partie des bijoux volés. En décembre 1955, il est chargé par le ministre de l'Intérieur François Mitterrand d'une contre-enquête sur le crime de Lurs, avec le commissaire Gillard. Plus de trois ans auparavant, un couple de touristes anglais Jack Drummond et sa femme ainsi que leur fille ont été assassinés. La première enquête a conclu à la culpabilité de Gaston Dominici, un cultivateur qui réside à proximité avec sa famille. Il a été condamné à mort par la cour d'assises des Basses-Alpes en novembre 1954. Il a fait ensuite des révélations qui ont conduit à l'ouverture de cette contre-enquête. Celle-ci aboutit à un non-lieu l'année suivante, faute d'éléments précis permettant de démontrer l'existence de complicités dont aurait pu bénéficier Gaston Dominici. Charles Chenevier écrira plus tard sa conviction que le triple crime a été commis par Gaston Dominici, son fils Gustave et le neveu de celui-ci Roger Perrin.
Lorsqu'il quitte la police nationale, Charles Chenevier se reconvertit dans le privé, rachetant un cabinet de détectives, Goron SA, créé par un autre policier célèbre, Marie-François Goron. Il est l'auteur de trois livres de souvenirs.
Il préside de 1966 à 1983 la Fédération des amicales des réseaux Renseignement et évasion de la France combattante.

### Écrits
- Charles Chenevier, De la Combe aux fées à Lurs : Souvenirs et révélations, Paris, Flammarion, 1962 (OCLC 718295004)

- Charles Chenevier, L'Affaire Dominici, Paris, Productions de Paris-N.O.É, 1973 (OCLC 805538)

- Charles Chenevier, La Grande maison, Paris, Presses de la cité, 1976 (OCLC 3538453)